# پاسگاه: خورشید سیاه
پاسگاه: خورشید سیاه (به انگلیسی: Outpost: Black Sun) یک فیلم سینمایی ترسناک بریتانیایی به کارگردانی استیو بارکر محصول سال ۲۰۱۲ که براساس فیلمنامه‌ای به قلم خودش و ری برونتون ساخته شده‌است. این دنباله فیلم پاسگاه (فیلم ۲۰۰۸) و قسمت سوم این فیلم بنام پاسگاه: ظهور نیروهای ویژه در سال ۲۰۱۳ منتشر شد.

## داستان
در زمان جنگ جهانی که اروپا در ناامنی و خونریزی به سر می‌برد، گروهی از سربازان ارتش، یک دانشمند و همچنین گروهی از مزدوران که به DC معروف اند قصد دارند که سفری خطرناک برای پی بردن به برخی رازهایی که در برخی انبارهای ارتش‌های دشمن و جاهای مختلف نهفته‌است پی ببرند ولی …

## بازیگران
- کاترین استدمن در نقش لنا
- ریچارد کویل در نقش والاس
- کلایو راسل در نقش ماریوس
- مایکل بیرن
- مارتین بل در نقش جوان نورات
- جانی مرس در نقش بریگادفورر
- جولین وادهام در نقش فرانسیس هانت[۳][۴]
- پال برچرد